# Ерік Голкомб
Ерік Голкомб (англ. Eric Holcomb; нар. 2 травня 1968, Індіанаполіс, Індіана) — американський політик-республіканець, губернатор Індіани з 2017 р.
1990 р. закінчив Гановерський коледж у Гановері, штат Індіана. Служив у ВМС Сполучених Штатів протягом шести років, почав працювати помічником конгресмена Джона Гостеттлера у 1997 р. У 2000 р. Голкомб балотувався до Палати представників Індіани, але зазнав поразки.
2003 р. Голкомб був радником губернатора Мітча Деніелса. З 2010 до 2013 р. очолював Республіканську партію Індіани. З 2013 р. працював керівником апарату сенатора США Дена Коутса. З 2016 до 2017 р. обіймав посаду віцегубернатора штату.